# Daniel Ladurner

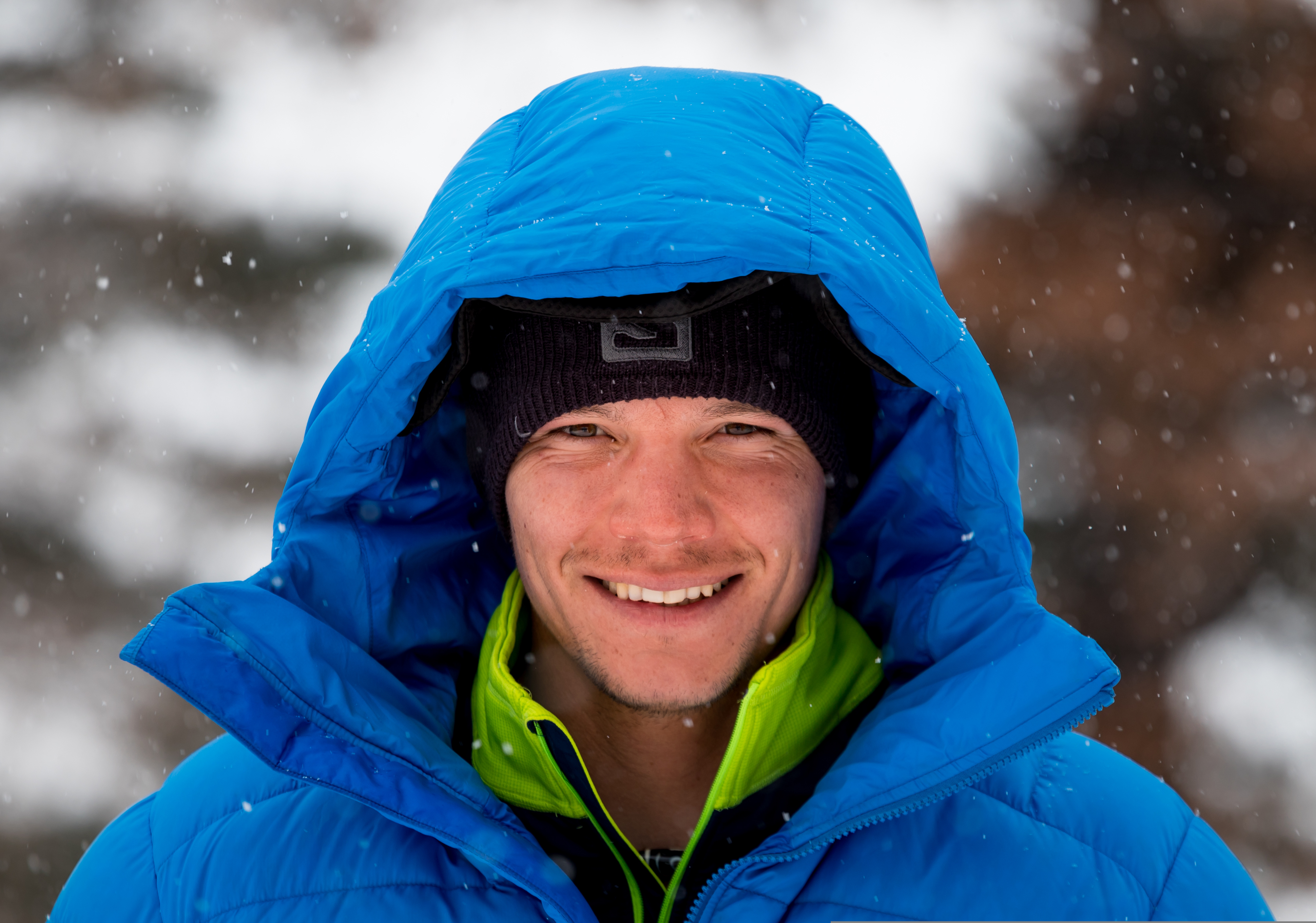
Daniel Ladurner Expedition Sibirien 2018

Daniel Ladurner (* 29. Oktober 1992 in Bozen, Südtirol) ist ein italienischer Bergsteiger.

## Leben
Ladurner durchstieg die großen Nordwände der Alpen wie Eiger, Matterhorn, Grandes Jorasses, Piz Badile oder Große Zinne. Er hat mehrere Expeditionen auf mehreren Kontinenten und fast zwei Dutzend Erstbegehungen unternommen. Nach eigenen Angaben hat er mit der Besteigung des Mont Brouillard 2021 alle 82 Viertausender der Alpen bezwungen.
Ladurner unternahm auch Steilwandabfahrten in Sibirien, Georgien und in den Alpen, unter anderem über die Nordwand des Piz Roseg. Die von Ladurner im Jahre 2017 durchgeführte Erstbegehung des „Schattenspiels“ an der Königspitze zusammen mit Johannes Lemayr wurde für den Piolet do Or nominiert.

## Wichtigste Skibefahrungen
| Berg                    | Höhe | Region         | Land     | Route                                   | Mitbesteiger                                 | Zeitraum                 |
| ----------------------- | ---- | -------------- | -------- | --------------------------------------- | -------------------------------------------- | ------------------------ |
| Ortler                  | 3905 | Südtirol       | Italien  | Minnigerode                             | Alleingang                                   | Frühjahr 2010 (17 Jahre) |
| Monte Rosa              | 4634 | –              | Schweiz  | Ostwand                                 | Alleingang                                   | Frühjahr 2014            |
| Piz Roseg               | 3937 | –              | Schweiz  | Nordwand                                | Alleingang                                   | Frühjahr 2014            |
| Zebrù                   | 3735 | Südtirol       | Italien  | Nordwand                                | Alleingang                                   | Frühjahr 2014            |
| Breithorn               | 4164 | –              | Schweiz  | Nordwand                                | Alleingang                                   | Frühjahr 2014            |
| Ortler                  | 3905 | Südtirol       | Italien  | Nordostwand – Schückrinne               | Alleingang                                   | Frühjahr 2015            |
| Chauki                  | –    | –              | Georgien | mehrere Erstbefahrungen                 | Wolfgang Hell, Aaron Durogati, Ale d` Emilia | Frühjahr 2016            |
| Ifinger Westwand        | 2581 | Südtirol       | Italien  | Westwand Heini Holzer (1. Wiederholung) | Aaron Durogati, Wolfgang Hell                | Winter 2018              |
| Verdinser Plattenspitze | 2680 | Südtirol       | Italien  | Südwestwand (Erstbefahrung)             | Aaron Durogati                               | Winter 2018              |
| Aktru                   | 4075 | Sibirien/Altai | –        | Nordwand                                | Wolfgang Hell, Michael Sinn, Nikolaus Gruber | Frühjahr 2018            |
| Verdinser Plattenspitze | 2680 | Südtirol       | Italien  | Westwandcouloir (Erstbefahrung)         | Aaron Durogati, Stefan Grüner                | Winter 2018              |

## Erstbegehungen
| Berg                     | Region   | Land    | Route                                   | Mitbesteiger                          | Zeitraum             |
| ------------------------ | -------- | ------- | --------------------------------------- | ------------------------------------- | -------------------- |
| Ortler Nordwestwand      | Südtirol | Italien | Pleishornwasserfall M7+ WI6             | Hannes Lemayr, Herbert Plattner       | Herbst 2016          |
| Ortler Nordwestwand      | Südtirol | Italien | Gnadenlos WI5                           | Hannes Lemayr, Herbert Plattner       | Herbst 2017          |
| Königsspitze Nordostwand | Südtirol | Italien | Schattenspiel M6 WI5                    | Hannes Lemayr                         | Herbst 2017          |
| Bletterbachschlucht      | Südtirol | Italien | Eistänzer WI6+ M6                       | Hannes Lemayr                         | Januar 2018          |
| Langental                | Südtirol | Italien | Once in a lifetime M8 WI 6+             | Florian Riegler, Hannes Lemayr        | Februar 2018         |
| Langental                | Südtirol | Italien | 747 M7 WI5+                             | Hannes Lemayr                         | März 2018            |
| Gamsplatte               | Südtirol | Italien | Heimatliebe VII+/A0 (VI+ obligatorisch) | Aaron Durogati                        | September 2018       |
| Ortler                   | Südtirol | Italien | Im Wandel der Zeit WI4 M4               | Aaron Durogati und Hannes Lemayr      | Oktober 2018         |
| Langental                | Südtirol | Italien | Südtirol Airport WI5+ M4                | Hannes Lemayr                         | Dezember 2018        |
| Langental                | Südtirol | Italien | Teufelsgeige WI5+ M6                    | Hannes Lemayr                         | Dezember 2018        |
| Langental                | Südtirol | Italien | Südtirol Sonnentanz WI5+ M7+            | Hannes Lemayr                         | Dezember 2018        |
| Val Travernazes          | Belluno  | –       | Himmelsleiter WI6                       | Hannes Lemayr                         | Februar 2019         |
| Terlaner Wasserfall      | Südtirol | Italien | Wasserläufer 7a/A0                      | Florian und Martin Riegler            | Sommer 2019          |
| Langental                | Südtirol | Italien | Südtirol Saxophon WI5 M7                | Hannes Lemayr                         | Dezember 2019        |
| Val Mesdi Alta Badia     | Südtirol | Italien | Para arriba, nach unten e bevilo M8 WI5 | Mirco Grasso, Santiago Padros         | Dezember 2019        |
| Langental                | Südtirol | Italien | Happy New Year M6+ WI5+                 | Hannes Lemayr                         | Dezember 2019        |
| Col Toron                | Südtirol | Italien | cold heart                              | Mair Thomas                           | Februar 2022         |
| Blätterbachschlucht      | Südtirol | Italien | Fossil M7+ WI4                          | Sarah Haase                           | Februar 2023         |
| Gamsplatte               | Südtirol | Italien | Freiheitsliebe VIII-                    | Jakob Weger, Stephan Illmer           | Sommer 2020 und 2023 |
| Langental                | Südtirol | Italien | La Bionda Wi6+                          | Mathieu Maynadier                     | Dezember 2023        |
| Langental                | Südtirol | Italien | Kill the duck M8 WI5                    | Mathieu Maynadier                     | Dezember 2023        |
| Langental                | Südtirol | Italien | Airbus M8 WI5+                          | Hannes Lemayr Igor Grismair           | Januar 2024          |
| Langental                | Südtirol | Italien | Birthday Crack M5+ Wi5                  | Francesco Favilli + Mathieu Maynadier | Februar 2024         |
| Langental                | Südtirol | Italien | Ein Tag zum Träumen 55m Wi6 M7          | Lemayr Hannes                         | Januar 2024          |
| Langental                | Südtirol | Italien | Symphony M7 Wi5+                        | Lemayr Hannes                         | Januar 2024          |

## Wichtigste Kletterrouten
| Berg                       | Region      | Land       | Route                   | Mitbesteiger                       | Zeitraum      |
| -------------------------- | ----------- | ---------- | ----------------------- | ---------------------------------- | ------------- |
| Große Zinne                | Südtirol    | Italien    | Comici (Nordwand) VII   | Claudio Schmidhammer               | Sommer 2016   |
| Salbitschijen              | –           | Schweiz    | Westgrat VIII           | Markus Aufderklamm                 | Sommer 2017   |
| Westliche Zinne Nordwand   | Südtirol    | Italien    | Cassin VIII             | Markus Aufderklamm                 | Sommer 2017   |
| Eiger-Nordwand             | –           | Schweiz    | Heckmair TD 1800m V 80° | Thomas Mair                        | Frühjahr 2018 |
| Matterhorn-Nordwand        | –           | Schweiz    | Schmid-Route 1200m      | Günther Grüner                     | Sommer 2018   |
| Grand Capucin              | –           | Frankreich | Schweizerführe VII      | Thomas Mair                        | Sommer 2018   |
| Fitz Roy                   | Patagonien  | –          | Franco Argentina        | Eduardo Albrighi, Jacopo Zezza     | Januar 2019   |
| Aguja Saint Exupery        | Patagonien  | –          | Via Italiana            | Mirco Grasso, Aaron Durogati       | Januar 2019   |
| Aguja Poincenot            | Patagonien  | –          | Whillans-Cochrane       | Dimitri Anghileri, Aaron Durogatti | Januar 2019   |
| Monte Brento               | –           | Italien    | Universo giallo VII A2  | Markus Aufderklamm                 | März 2019     |
| Mont Blanc                 | –           | Italien    | Freneypfeiler 7a/A1     | Jacopo Zezza                       | Juli 2019     |
| Les Grandes Jorasses       | –           | Frankreich | Walkerpfeiler           | Thomas Mair                        | Juli 2019     |
| Breitwangenflue-Kandersteg | –           | Schweiz    | Beta Block Super WI 7   | Hannes Lemayr                      | Februar 2020  |
| Piz Badile                 | –           | Schweiz    | Cassin                  | Markus Obkircher                   | Juli 2020     |
| Mont Blanc                 | –           | Frankreich | Peuterey Integrale      | Jacopo Zezza                       | August 2020   |
| El Capitan                 | Kalifornien | USA        | Nose                    | Thomas Mair                        | Mai 2022      |